# Comité Nacional Olímpico y Deportivo de Camerún
El Comité Olímpico y Deportivo de Camerún (francés: Comité National Olympique et Sportif du Cameroun, abreviado como CNOSC) es una organización sin fines de lucro que actúa como Comité Olímpico Nacional de Camerún y parte del Comité Olímpico Internacional.

## Historia
El Comité Olímpico y Deportivo de Camerún se creó el 17 de octubre de 1963, durante la reunión del Comité Olímpico Internacional celebrada en Baden, República Federal de Alemania.

## Federaciones miembro
Las Federaciones Nacionales de Camerún son las organizaciones que coordinan todos los aspectos de las disciplinas deportivas. Son responsables de la formación, la competencia y  el desarrollo deportivo. Actualmente existen 13 federaciones olímpicas de verano y tres federaciones deportivas no olímpicas en Camerún.

### Federaciones olímpicas
| Federación nacional                            | Verano o Invierno | Sede   |
| ---------------------------------------------- | ----------------- | ------ |
| Federación de Atletismo de Camerún             | Verano            | Yaundé |
| Federación de Bádminton de Camerún             | Verano            | Yaundé |
| Federación de Baloncesto de Camerún            | Verano            | Yaundé |
| Federación de Boxeo de Camerún                 | Verano            | Yaundé |
| Federación de Ciclismo de Camerún              | Verano            | Yaundé |
| Federación de Esgrima de Camerún               | Verano            | Yaundé |
| Federación Camerunesa de Fútbol                | Verano            | Yaundé |
| Federación de Golf de Camerún                  | Verano            | Yaundé |
| Federación de Balonmano de Camerún             | Verano            | Yaundé |
| Federación de Judo de Camerún                  | Verano            | Yaundé |
| Federación de Kárate de Camerún                | Verano            | Yaundé |
| Federación de Rugbi camerunés                  | Verano            | Yaundé |
| Federación de Natación y Salvavidas de Camerún | Verano            | Yaundé |

### Federaciones deportivas no olímpicas
| Federación nacional              | Sede   |
| -------------------------------- | ------ |
| Asociación de Críquet de Camerún | Yaundé |
| Federación de Damas de Camerún   | Yaundé |
| Fedaración de Karting Camerún    | Yaundé |